# Габашвили, Ирина
Ирина Габашвили (груз. ირინე გაბაშვილი, англ. Irina Gabashvili; 15 августа 1960, Тбилиси, Грузинская ССР, СССР — 23 марта 2009, Портленд, Орегон, США) — советская грузинская спортсменка, выступавшая в художественной гимнастике в индивидуальных упражнениях; тренер и судья соревнований. Чемпионка мира 1979 года в упражнениях с мячом. Мастер спорта СССР международного класса.

## Карьера
Ирина Габашвили родилась в Тбилиси, столице Грузинской Советской Республики. Когда девочке было 11 лет, мать отвела её в спортзал, где знаменитый тренер Нелли Саладзе сразу отметила фигуру и осанку потенциальной гимнастки. Тренировки проводились два раза в день: одна продолжалась около трёх часов, а вторая могла длиться ещё больше.
В 14-летнем возрасте Ирина вошла в состав грузинской команды по художественной гимнастике, а два года спустя — в состав национальной сборной СССР, за которую выступала в течение последующих семи лет. В 19 лет она стала чемпионкой Советского Союза и Спартакиады народов СССР в упражнениях с мячом и лентой. В 1979 году в составе советской команды приняла участие в чемпионате мира в Лондоне, где завоевала бронзовую медь в многоборье и «золото» в упражнениях с мячом.
По окончании спортивной карьеры Ирина работала тренером малайзийской сборной по художественной гимнастике, которая под её руководством завоевала командное золото на Играх Содружества 1998 года. В мае 2000 года она с семьёй переехала в американский Портленд, где на протяжении девяти лет занималась тренерской деятельностью в Гимнастической Академии Уэстсайда.

## Семья
Эка, младшая сестра Ирины, занималась лёгкой атлетикой и в 1985 году стала победительницей грузинского чемпионата по прыжкам в высоту среди юниоров. Тренер Эки, Серго Маевский, стал хорошим другом семьи Габашвили. Завязавшиеся между ним и Ириной романтические отношения привели к тому, что 7 апреля 1984 года пара обручилась, а спустя два года у них родился сын Дмитрий.

## Болезнь и смерть
В 2004 году у Габашвили был диагностирован рак молочной железы. Она прошла курс химиотерапии, однако недуг преодолеть не удалось, и 23 марта 2009 года в возрасте 48 лет она скончалась. Поминальная служба состоялась 25 марта в православной Церкви Святых Новомyчеников и Исповедников Российских в городе Мулино, Орегон.